# Mauser (Drama)
Mauser ist ein Theatertext von Heiner Müller, der zu seinen Lehrstücken zählt. Er wurde 1970 geschrieben und (in amerikanischer Sprache) 1976 durch eine studentische Theatergruppe in Austin (Texas) uraufgeführt.

## Inhalt
Das Stück ist eine Sterbeszene mit Rückblenden. Der Revolutionär A (er hieß in einer frühen Fassung Mauser) hat sich vor dem als Chor auftretenden Tribunal der Partei zu rechtfertigen. Im frühen Sowjetrussland hatte er in der Stadt Witebsk als überzeugter Parteisoldat den roten Terror ausgeübt. Neben zahllosen Konterrevolutionären hatte er auch seinen eigenen Vorgänger B erschossen, weil dieser Mitleid mit bäuerlichen Klassenbrüdern bekam, anstatt die emotionsfreie, notwendige Arbeit des Tötens an ihnen zu vollziehen. Diese „Arbeit“  wurde A selbst unerträglich, er hat sich in einen bewusstlos-orgiastischen, schließlich körperlich lustvoll tötenden Henker verwandelt: „In seinem Nacken die Toten beschwerten ihn nicht mehr.“ Dieses politische Versagen verlangt, wie der Chor es fordert, als politische Antwort sein Einverständnis mit der eigenen Auslöschung. Er scheint es mit den letzten, auch vom Chor gesprochenen Worten „TOD DEN FEINDEN DER REVOLUTION“ zu geben, doch bleibt es nach Lehmann/Winacker offen, „ob er sich selbst einbezieht, oder sich in einem nur maschinellen Einstimmen in den Chor der Selbstverneinung entzieht.“

## Müllers Lehrstück. Vergleich mit Brecht
Heiner Müller hat den Text seiner „Versuchsreihe“ der an Brecht anknüpfenden Lehrstücke – im Unterschied zu den „Proletarischen Tragödien im Zeitalter der Konterrevolution“ (Müller) – zugeordnet. In einer dem Stück angefügten Anmerkung schreibt er: „MAUSER ... setzt voraus/kritisiert Brechts Lehrstücktheorie und Praxis.“ Von Brecht übernommene grundlegende Voraussetzung ist vor allem, dass die Lehrstücke primär nicht einem zu belehrenden Publikum vorgeführt werden, sondern verhaltenspraktische politische Lehren von den Spielenden selbst im und aus dem Spiel gewonnen werden sollen – einerseits aus dem Wechsel von Spiel und Debatte, zum anderen (und in erster Linie) aus sinnlicher, körperlicher Erfahrung und Einübung, die durch Rollentausch und Handlungsvarianten verstärkt werden können. So bekräftigt auch Müller in seiner Nachbemerkung: „Die vorgegebene Textaufteilung ist ein variables Schema, Art und Grad der Varianten eine politische Entscheidung, die von Fall zu Fall getroffen werden muß.“ Bei einer Aufführung vor Publikum müssen diesem Kontroll- und Teilnahmemöglichkeiten gewährleistet werden.
Die Kritik an Brecht wird deutlich im Vergleich mit dessen 1930 entstandenen Lehrstück Die Maßnahme. Dort gibt ein junger Revolutionär, weitaus eindeutiger als in Mauser, sein Einverständnis mit der eigenen Tötung durch seine Genossen. Er hatte während der illegalen Tätigkeit für die Weltrevolution durch zu viel Mitleid mit einzelnen Individuen, mit Klassengenossen, die Arbeit der ganzen Gruppe gefährdet und sich zudem auch selbst als Individuum für den Klassengegner kenntlich gemacht. Nach seinem Selbstopfer kann die Revolution durch die Gruppe der illegalen Revolutionäre weiter vorangebracht werden. Sinn und Notwendigkeit der Aufopferung stehen außer Frage – eine Konstellation, die zweifellos tragisch-heroische Züge trägt, selbst wenn sie nach dem Lehrstück-Verständnis im Spiel hinterfragt werden kann.
Heiner Müller hingegen konnte nicht länger, wie er häufig betonte, nach der Wegweisung der marxistischen Klassiker Marx, Engels, Lenin arbeiten: Ihr Wort konnte seit der Oktoberrevolution 1917 – seitdem der Versuch begonnen hatte, es in die Praxis zu übertragen – nicht weiterhin als gültiger Autoritätsbeweis genommen werden, wie das in Brechts Maßnahme ausdrücklich noch der Fall war. Die kommunistische Praxis selbst war nunmehr in Spiel und Debatte zu befragen, insbesondere die Antinomien von Terror und Menschentum, von Individuum und revolutionärem Kollektiv. Das geschieht in Mauser. Die Antinomien sind nicht auflösbar. Erst wenn die Revolution weltweit gesiegt hat, können die existentiellen Fragen nach dem Menschen und nach dem Tod gestellt werden, und offen bleibt nach dem Willen des Chors auch die Frage des Vorgängers B: „Wozu das Töten und wozu das Sterben / Wenn der Preis der Revolution die Revolution ist / Die zu Befreienden der Preis der Freiheit.“ Damit hinterfragt Müller, ohne sie zu verraten, die proletarische Revolution des 20. Jahrhunderts als Ganzes: ist sie mehr als ihr eigener Zweck? Er überweist gewissermaßen den Umgang mit ihr ins „Laboratorium der sozialen Phantasie“. Da dieses „Laboratorium“ nicht allein sozialhistorisch, sondern auch allgemein geschichtsphilosophisch verstanden werden muss, ist das Modell Mauser, über die konkret historische Stofflichkeit hinaus, anwendbar auf viele Situationen auch nach dem Ende des stalinistischen Kommunismus – beispielsweise auf den Terror fanatisierter sozialer und religiöser Bewegungen des 21. Jahrhunderts und die von ihnen eingesetzten Selbstmordattentäter. So ist der „Extremfall nicht Gegenstand, sondern Beispiel, an dem  das aufzusprengende Kontinuum der Normalität demonstriert wird.“

## Struktur, Sprache, Motive
In der deutschen Erstveröffentlichung von 1976 wurden drei zeitliche Ebenen des Textes markiert: „a = die Berichtszeit (nach Mausers Tod), b = der Dialog zwischen dem Chor und Mauser unmittelbar vor dessen Hinrichtung, c = Mauser zu Beginn seiner Amtsübernahme (Hinrichtung seines Vorgängers)“. Dabei ist Ebene b zugleich der Handlungsrahmen des Ganzen, der die Wahrnehmung des Textes als eine Sterbeszene vermittelt. Andererseits gehen die Ebenen und auch die beiden Henkerfiguren A (ursprünglich: Mauser) und B im gleitenden Sprachgestus des Textes ineinander über. Es handelt sich um eine harte, hämmernde, stark verdichtete Sprache im frei gehandhabten jambischen Versrhythmus. Leitmotivisch verwendete rhetorisch-poetische Sprachfiguren kehren immer wieder, am häufigsten die zentrale Metapher: „Das Gras noch müssen wir ausreißen, damit es grün bleibt.“  An ihr wird besonders deutlich, dass die zunächst als Pathos erspürbare Sprache in Wahrheit die tragische Dialektik des Sujets in hohem Maße mitträgt: Das aus dem Boden gerissene Gras bleibt eben nicht grün, sondern es verdorrt – wie möglicherweise die Revolution am Übermaß des Terrors und seiner nicht mehr menschengemässen Rechtfertigung.
Stoffliche Quelle ist Michail Scholochows vierbändiges Romanwerk Der stille Don, wo der Revolutionär Buntschuk im 2. Band an der wochenlangen „Arbeit“ des Tötens verzweifelt; schon in den fünfziger Jahren hatte Müller in mehreren, Buntschuk gewidmeten Gedichten die Problematik stark emotional thematisiert. Mauser als Bild wird in der Literatur meist auf den gleichnamigen Revolvertyp bezogen (in Wladimir Majakowskis Linkem Marsch heißt es „Rede, Genosse Mauser!“), gelegentlich auch auf die Mauserung (Erneuerung des Federkleides) der Vögel. Generell ist der Einfluss der frühen Sowjetkunst sehr stark: „Mauser bezieht sich mit den Themen Entpersönlichung, Instrumententechnik, Revolver, Mechanik, Gewalt und Kollektiv auf Basisthemen der russischen Avantgardekunst.“ Den Figuren A und B aus Mauser eng verwandt sind in Müllers Stück Zement die Tschekisten Tschibis und Makar.

## Veröffentlichung und Aufführungen (Auswahl)
Das 1970 geschriebene Stück wurde erst 1976 in den Vereinigten Staaten in der germanistischen Fachzeitschrift New German Critique zweisprachig veröffentlicht. Die Uraufführung fand 1975 in Austin (Texas) (in englischer Sprache) durch die Austin Theatre Group, eine studentische Laiengruppe, statt. Die Erstaufführung in der Bundesrepublik fand am 17. April 1980 am Schauspielhaus Köln statt. Regie führte Christof Nel, das Bühnenbild schuf Erich Wonder. In der DDR wurde Mauser nie aufgeführt; die Publikation und Verbreitung war bis 1988 verboten. Die geplante und bereits angekündigte Uraufführung im Jahre 1972 in Magdeburg wurde vom Ministerium für Kultur abgesagt. Das Stück wurde als „konterrevolutionär“ stigmatisiert, der Regisseur und Magdeburger Generalintendant Hans-Dieter Meves, der auf der Aufführung bestand, fristlos entlassen.
Weitere Aufführungen (Auswahl)
- Paris, Théatre Gerard Gérard Philipe Saint-Denise, 30. Januar 1979, Regie: Jean Jourdheuil, Bühne: Gilles Aillaud (zusammen mit der Uraufführung von Müllers Hamletmaschine)

- Stuttgart, Studio im Kammertheater, 14. Januar 1981, Regie: Holk Freytag (zusammen mit Müllers Philoktet)

- London, The West Six Theatre Company, 11. März 1985, Regie: Paul Brightwell (zusammen mit Müllers Hamletmaschine)

- Mailand, Teatro La Piccola Commenda, 27. Oktober 1985, Regie: Flavio Ambrosini (zusammen mit Müllers Philoktet und Der Horatier)

- Bonn, Schauspiel Bonn, 9. Juni 1987, Regie: Horst Zankl, Bühne: Kazuko Watanabe (zusammen mit Sieben gegen Theben von Aischylos und Philotas von Lessing)

- Sao Paulo (Brasilien), Theater Sese Pompaia, 2. Juli 1988, Regie: Marcio Aurelio (zusammen mit Müllers Philoktet und Der Horatier)

- Berlin, Deutsches Theater, 14. September 1991, Regie: Heiner Müller, Bühne und Kostüme: Jannis Kounellis (zusammen mit Müllers Quartett, Herakles 2 oder Die Hydra und Wolokolamsker Chausse V)

- Berlin, Volksbühne am Rosa-Luxemburg-Platz, 19. Februar 2008, Regie: Frank Castorf, Bühne: Thiago Bortolozzo (zusammen mit Brechts Die Maßnahme)